# 跨時代
《跨時代》是華語流行歌手周杰倫於2010年發行的專輯，是他個人的第十張專輯，也是首度打破一年發行一張專輯慣例的專輯，首支主打歌是《超人不會飛》。整張專輯11首歌曲皆拍攝成MV。

## 曲目
| 曲序 | 曲目                   |                | 编曲   | 时长 |
| ---- | ---------------------- | -------------- | ------ | ---- |
| 1.   | 跨时代                 | 黄俊郎         | 黃雨勳 | 3:14 |
| 2.   | 說了再見               | 古小力、黄淩嘉 | 鍾興民 | 4:42 |
| 3.   | 煙花易冷               | 方文山         | 黃雨勳 | 4:23 |
| 4.   | 免費教學錄影帶         | 黄俊郎         | 蔡科俊 | 3:58 |
| 5.   | 好久不见               | 周杰倫         | 蔡庭贵 | 4:12 |
| 6.   | 雨下一整晚             | 方文山         | 鍾興民 | 4:16 |
| 7.   | 嘻哈空姐               | 方文山         | 林邁可 | 2:48 |
| 8.   | 我落淚情緒零碎         | 方文山         | 鍾興民 | 4:18 |
| 9.   | 愛的飛行日記 ft.楊瑞代 | 方文山         | 蔡科俊 | 4:14 |
| 10.  | 自導自演               | 周杰倫         | 黄雨勳 | 4:15 |
| 11.  | 超人不會飛             | 周杰倫         | 林邁可 | 4:59 |

中国大陆星外星唱片首次发行本专辑时将《嘻哈空姐》曲目移除，但再版时重新收录。

## DVD
超人不會飛
歌曲以“超人”的口吻，唱出了周杰倫出道十年來的心路歷程，以及對一些負面輿論的不滿。這首歌於2010年4月26日在台灣Hit FM電台首播。
免費教學錄影帶

## 解說
1. 跨時代
這首歌是杰倫2年前拍「喬克叔叔」MV時，因為搭了鐘樓的景，突然靈感一閃，MV拍到一半喊暫停，從林口片場直奔三重編曲老師家作曲，迅速寫好了這首「跨時代」，回到片場後即興編舞，於是在當時就拍好了這首歌MV舞蹈的部份。
音樂以中古世紀的鐘聲拉開序幕，融合了Auto Tune與古典風格的重搖滾電子曲風，營造出跨越中古世紀到現代、未來的華麗神秘的吸血鬼故事背景；歌詞由黃俊郎執筆，以他擅長的細膩敘事與華美詭譎的筆調為這個吸血鬼王子寫出一首眩目神迷的詞，呈現出吸血鬼王子的所在孤獨環繞的氛圍。周杰倫認為，音樂就像吸血鬼永遠不老，跨越時代也超越世代，唯有樂曲能夠喚醒吸血鬼王子，「我的樂器在環繞 時代無法淘汰我霸氣的皇朝」，當吸血鬼王子不斷不斷地跨越時代，孤獨永生，也只有音樂恆常陪伴著他。
MV搭了3個場景，更特製一台機械感鋼琴，MV的預算再度破紀錄，是台灣史上MV最高製作，使用35厘米底片拍攝。
2. 說了再見
這首情歌是杰倫給公司同事比稿的填詞作品，是繼「說好的幸福」後的周式風格情歌；鋼琴聲流洩淡淡的哀傷。
這首歌曲也是李連杰主演的電影《海洋天堂》的主題曲。
放浪兄弟EXILE ATSUSHI曾翻唱此歌，歌名為～ Real Valentine ～。
3.  煙花易冷
為中國風歌曲，靈感來自於方文山看了一本北魏時期的遊記鉅作「洛陽伽藍記」，裡面描述作者楊衒兩度遊洛陽城，看盡洛陽的繁華極盛、煙花榮景，再度回到洛陽時卻城郭崩毀，宮室傾覆，寺觀灰燼，不勝唏噓。方文山看完之後頗有感觸，幻想自己是主角楊衒，回到北魏時代，重遊舊地，以景寫情，藉由一冊古書描述的畫面，幻化成詞。
4. 免費教學錄影帶
《免費教學錄影帶》是周杰倫在在美國拍電影時，在拖車上休息，聽到有人在彈吉他，覺得吉他旋律挺特別，而後周杰倫想到了可以寫一個有關“免費教學”的歌，從而創作了該曲。
「免費教學錄影帶」就是教你如何成為布魯斯王子，歌詞由黃俊郎填寫，是繼「牛仔很忙」之後，黃俊郎用一種詼諧的口白式歌詞，描寫布魯斯曲調的精神。
5. 好久不見
繼「簡單愛」的Finger Style甜美輕快情歌。周杰倫在歌曲裡一人分飾2角所合唱的國台語情歌，國語唱的是想要挽回感情的男生，台語唱的是在旁邊幫腔的好兄弟，兩人一搭一唱的就是想要女生回來身邊。
周杰倫說明創作「好久不見」的動機，是因為現在有許多人在國外留學、工作，離開了臺北，他希望藉這首歌，召喚大家回來看臺北這個美麗的城市。此歌曲是2010年台北國際花卉博覽會的推廣曲，MV由周杰倫自導自演，MV出現許多台北場警，包括台北101、美麗華摩天輪、捷運、花博展館、公館水源之心以及世博臺北館等。MV中友情客串的外星朋友"香草寶貝"是由周杰倫親自為其命名。
6. 雨下一整晚
風格為R&B中國風，周杰倫表示因為之前寫過太多中國風歌曲了，想轉變一下風格，改成一半中國風，一半小品，於是就創作了雨下一整晚。從歌詞到歌曲，都是從現代跨越到古代的創新中國風，前半段是簡單的吉他抒情曲，場景是下雨的夜晚鬧區街頭；一遍歌之後，背景配樂加入二胡、京鼓、古箏等中國樂器，場景也隨著背景音樂回溯到古代，周杰倫的唱腔也從現代的R&B，轉變成模擬京劇吊嗓子的唱法，巧妙的銜接了古代與現代的抒情，借雨景寫情境。
從「雨下一整晚」的MV拍攝開始，周杰倫就得利於市府的協助，補捉到台北賓館30年代的風華。時任台北市長郝龍斌頒給周杰倫一把「城市之鑰(耀)」，象徵是臺北市驕傲與榮耀的周杰倫，能拿著城市鑰匙開發更多迷人之處，藉由臺北城市激發更多靈感，創作出更多精采作品，和臺北一起躍上世界舞台。周杰倫表示：「身為台北市民，我想讓大家看到臺北真的越變越美麗」。
2011年鍾興民憑藉這首歌曲獲得首屆全球流行音樂金榜年度最佳編曲獎。
7. 嘻哈空姐
周杰倫首次嘗試的電子曲風，繼「扯」這首之後又一性感舞曲，描述在機艙內的各種幻想，方文山也以寫劇本的方式，寫出這段飛行中的性感幻想，顛覆兩人之前合作的風格。
8. 我落淚·情緒零碎
曲風為抒情搖滾。
9.愛的飛行日記
輕快搖滾曲風，是周杰倫繼「流浪詩人」之後又跟楊瑞代Gary合唱的一首陽光希望之歌。
歌詞「找一顆星只為你命名」也發生在現實世界，小行星257248由鹿林天文台於2009年3月20日發現，2011年6月18日以台灣知名流行音樂歌手周杰倫的名字命名，名為「Chouchiehlun」。這是台灣所發現命名的小行星中，第一顆以藝人為名。巧合的是，命名當天周杰倫獲得第22屆金曲獎演唱類最佳國語男歌手獎。
10. 自導自演 
2009年，雪鐵龍在上海車展時發布了概念車“雪鐵龍GT”，周杰倫知道這部車後，就想寫首跟車子有關的情歌，於是創作了此歌曲，以車為主軸，描述一段背叛的愛情故事。
11. 超人不會飛
為首波主打，描述周杰倫出道十年心路歷程。杰倫說，如果沒聽旋律只看歌詞會覺得是一首批判的饒舌歌，通常在國外，應該會用很重的嘻哈或搖滾來呈現批判的精神；但是他和別人不一樣，將這首歌配上很溫暖的旋律，就像「聽媽媽的話」和「爸我回來了」一樣；這首「超人不會飛」唱的是周杰倫出道十年的心路歷程與感觸與歌迷分享。「超人不會飛」是因超人也是人，他這個｢超人｣，沒有特異功能拯救世界，只有夢想與堅持去做音樂。當初只想單純作音樂，沒想到他的歌變成課堂上的教材，他的一舉一動變成社會的榜樣、被高規格檢視與期待。雖然疲憊但是他還是會繼續堅持自己的理想作下去，用他的音樂去拯救世界，用他的音樂去安慰每個疲憊的心靈；這首「超人不會飛」不僅是一個天王的心聲，也唱出了在這個過度八卦、過度批評、過度追求完美的時代裡，如果想當一個每個人心目中的「超人」，或許是超人父母、或許是超人主管，或許是超人小孩，都應該偶爾為自己而活，不再只為拯救別人、拯救世界，偶爾能超脫出社會的框架，飛在天空中，看看人生的風景，偶爾接納不完美，或是欣賞不同角度的完美，讓疲憊的心自由飛翔。

## 奖项与提名
| 奖项                   | 提名                       | 结果 |
| ---------------------- | -------------------------- | ---- |
| 最佳流行音樂演唱專輯獎 | 《跨時代》                 | 獲獎 |
| 最佳年度歌曲獎         | 周杰伦／《超人不會飛》     | 提名 |
| 最佳作曲人獎           | 周杰倫／《煙花易冷》       | 提名 |
| 最佳作詞人獎           | 方文山／《煙花易冷》       | 提名 |
| 最佳編曲人獎           | 蔡科俊／《免費教學錄影帶》 | 獲獎 |
| 最佳專輯製作人獎       | 周杰倫／《跨時代》         | 提名 |
| 最佳國語男歌手獎       | 周杰伦／《跨時代》         | 獲獎 |

## 其他
本专辑在内地发行版本多处进行了修改，除首版发行时未收录《嘻哈空姐》外，《超人不会飞》中内地版歌词由“超屌”修改为“超好”，“被狗仔拍不能比中指”修改为“被狗仔拍要对着镜头”，《免费教学录影带》中内地版歌词由“千万别在这时放个屁啵”修改为“这时候你可以放开Pick啵”，并对相关部分重新录音，导致中国大陆在线音乐软件中相关歌曲版本与其他区域也不一致。

## 註解
1. ↑  歌王周杰倫　再抱最佳專輯獎[]
2. ↑  超人不會飛這部MV中，男主角為周杰倫的青蜂俠的翻譯Jeff，女主角為李佳穎
3. ↑  . 2010-06-09  [2021-03-19]. （原始内容存档于2018-02-06）.
4. ↑  .   [2018-02-06]. （原始内容存档于2018-02-06）.